# دانیل فلوتمن
دانیل فلوتمن (انگلیسی: Daniel Flottmann؛ زادهٔ ۶ اوت ۱۹۸۴) بازیکن فوتبال اهل آلمان است.
از باشگاه‌هایی که در آن بازی کرده‌است می‌توان به باشگاه فوتبال روت وایس اهلن، باشگاه فوتبال اس‌سی فورتونا کلن، و باشگاه فوتبال اسنابروک اشاره کرد.